# Martin Ploderer

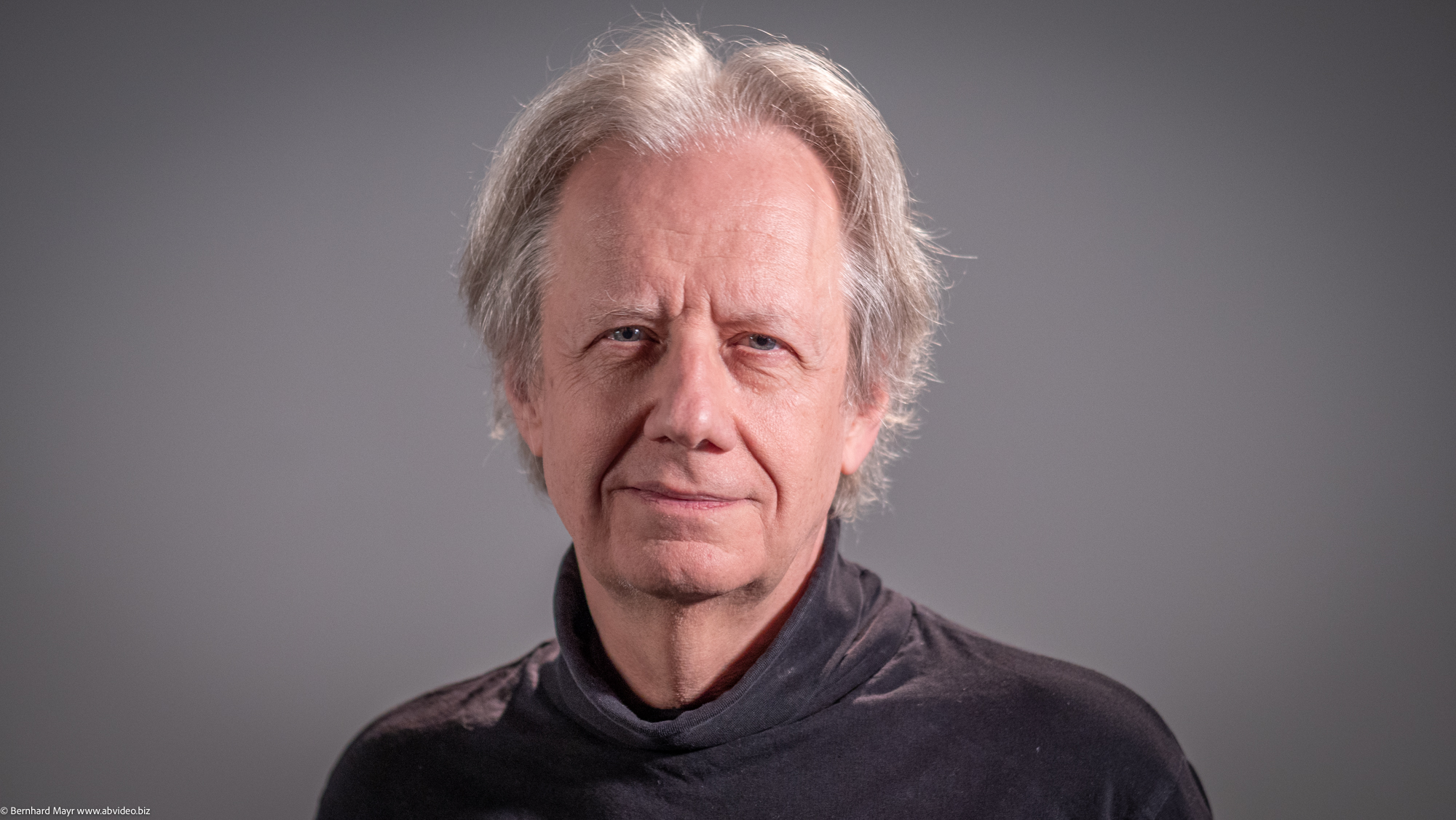
Martin Ploderer, 2023

Martin Ploderer  (* 29. Oktober 1959 in Wien) ist ein österreichischer Schauspieler und Sprecher.

## Leben und Karriere
Martin Ploderer verbrachte seine Kindheit in Wien und besuchte das Lycée Français de Vienne. Anschließend studierte er Jus an der Universität Wien. Ploderer studierte von 1980 bis 1983 Schauspiel bei Peter P. Jost und absolvierte 1983 die Bühnenreifeprüfung. Danach war er von 1984 bis 1986 am Cours Florent in Paris, wo er auch unterrichtete. Nach einer familiär bedingten Schaffenspause kehrte Ploderer 2010 zu Bühne und Filmset zurück. 2014 las er im Wiener Pygmalion-Theater an 16 Abenden die Gesamtfassung der Letzten Tage der Menschheit von Karl Kraus. Mit Ausschnitten aus diesem Programm gastierte er auch sehr erfolgreich im In- und Ausland. Beim Monodramen-Festival in Kiew wurde ihm im Juni 2015 dafür der Publikums-Preis zuerkannt. Die Lesung erschien auch als Hörbuch auf 18 CDs beim Mono Verlag. Im August 2016 kam dieses Hörbuch auf Platz 1 der Hörbuch-Bestenliste des Hessischen Rundfunks hr2-kultur, eine der wichtigsten Auszeichnungen auf dem Gebiet der Hörbücher. 2023 war er als übellauniger Widerstandskämpfer und General Roald von Niederrhein in dem Kriegsdrama Keinen Schritt zurück! zu sehen.

## Filmografie (Auswahl)
- 1979: Lemminge (Regie Michael Haneke)
- 1981: Niemandsland (Regie Dieter Berner)
- 1982: Schloß mit späten Gästen (Regie Alois Hawlik)
- 1985: Kane and Abel (Regie Buzz Kulik)
- 1995: L’Affabulatrice (Regie Marcel Bluwal)
- 2013: Paul Kemp – Alles kein Problem (Regie Wolfgang Murnberger)
- 2013: 99 Shines in the Sky of Europe (Regie Guntur Soeharjanto)
- 2014: Diplomatische Liebschaften (Regie Monika Czernin)
- 2014: Cop Stories (Regie Michi Riebl)
- 2014: Hangover in High Heels (Regie Sven Bohse)
- 2016: Mein Fleisch und Blut (Regie Michael Ramsauer)
- 2017: Der Dunkle Reigen (Regie Dominik Bücheler)
- 2017: La Famille (Regie Maxi Nirschl)
- 2019: Glück – offizieller Beitrag zum SMS-Festival München 2019[3]
- 2023: Keinen Schritt zurück! (Regie Vesely Marek)[4][5]
- 2023: L'Abbé Pierre - une vie de combats (Regie Frédéric Tellier), Rolle: Albert Einstein